# Sigismund Szana
Sigismund Szana; Zsigmond Szana sau Sigmund Szana (nume la naștere Zsigmond Silberstein, n. 23 iunie 1870, Timișoara – d. 24 mai 1929, Chicago) a fost un om de afaceri, bancher și filantrop austro-ungar, apoi român, evreu din Banat.
A înființat și condus „Timișoara - Societate Bancară și Comercială Anonimă”, care a jucat un rol însemnat în viața economică a Banatului. Szana a fost pentru o vreme președintele Asociației Industriașilor din Banat și apoi copreședinte al Uniunii Generale a Industriașilor din România.

## Biografie
Sigismund Szana s-a născut la Timișoara, pe atunci în Austro-Ungaria, în familia evreiască Silberstein. El a studiat la Academia comercială din Budapesta și apoi la Colegiul de comerț din Berlin.
În 1894, la vârsta de 24 ani, a făcut prima sa investiție serioasă în Fabrica de chibrituri, unsoare de căruță și produse chimice din Timișoara, întreprindere înființată în cartierul Josefin de către Károly Steiner jr. (1883) și considerată cea mai mare fabrică de chibrituri din Ungaria. În 1899 el a devenit directorul acestei fabrici.
Mai târziu, în 1906, el a fondat Societatea Anonimă Bancară și Comercială Timișoara (Temeswarer Bank und Handels AG), cunoscută ca Banca Timișoara sau Banca Szana, care, sub conducerea sa, a devenit cel mai mare concern bancar din Timișoara și, probabil, din întreg sudul Regatului Ungar
Banca Szana a fost implicată în dezvoltarea industriei locale, controlând întreprinderi ca „Industria Lânei” (ILSA) (din 1913), Fabrica de ciocolată „Kandia”, uzinele „Lumina” și „Dura SA” (viitorul „Electrobanat”), Fabrica de bere (din 1912), Moara „Bega”  etc. în care lucrau circa 1000 de angajați.
În 1913 arhitectul Josef Kremer jr. a proiectat sediul Băncii Timișoara în Piața Sf. Gheorghe din oraș, clădire cunoscută ca Palatul Szana
În anul 1908 Szana a fost ales președinte al Asociației Industriașilor din Banat. De asemenea, el a fost viceconsul, apoi consul onorific al Marii Britanii la Timișoara. În anii 1913-1914 Szana a condus sucursala din Viena a Băncii Anglo-Maghiare, iar în 1920 sucursala Gea SA din Budapesta.
Szana a fost și un mecenat, sprijinind literatura și artele și numărându-se printre fondatorii Asociației „Amicii Muzicii” din Timișoara. El a fost căsătorit cu Tessa Friedmann. A murit de infarct cardiac la Chicago în timpul unei călătorii de afaceri. A fost înhumat în cimitirul evreiesc din Timișoara. Monumentul său funerar, confecționat din marmură de Rușchița, a fost creat de sculptorul Ferenc Medgyessi.

## Scrieri
Szana a publicat în tinerețe un volum de nuvele în limba germană; de asemenea a scris mai târziu și o broșură despre Beethoven. Szana a scris în limba maghiară mai multe broșuri în domeniul financiar:
- Az ipari záloglelekről (Despre inscrierile financiare industriale)
- A háboru kihatása a pénz lenyegére (Efectele războiului asupra esenței monedei)

## În media artistică și literară
Figura lui Sigismund Szana a servit drept model pentru Livius, personaj din romanul Călărețul roșu (Der Rote Reiter) al scriitorului german Franz Xaver Kappus.